# Eleonoora Kauhanen

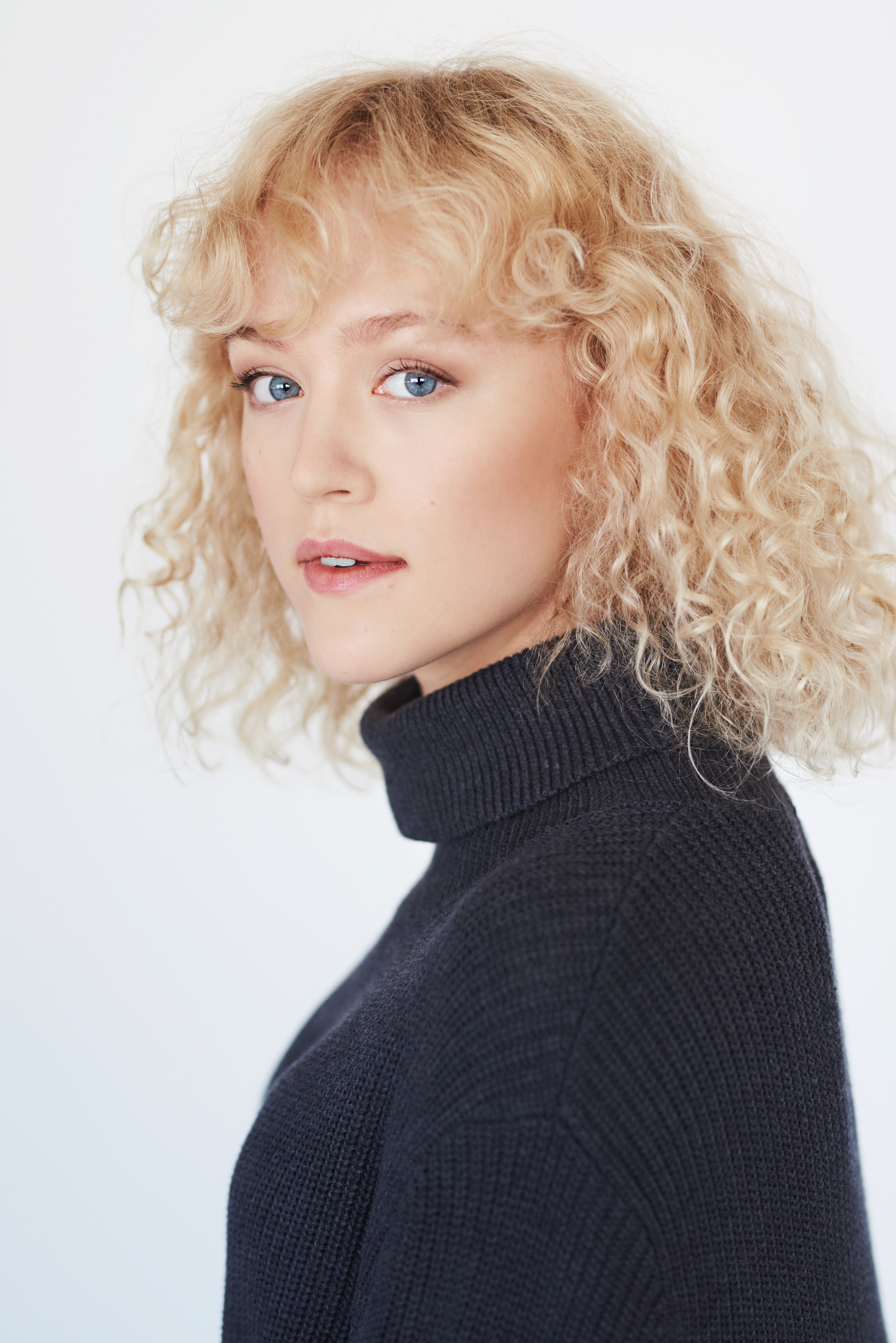
Eleonoora Kauhanen

Eleonoora Kauhanen (* 19. Juli 1999 in Helsinki) ist eine finnische Schauspielerin.

## Biografie
Eleonoora Kauhanen wurde am 19. Juli 1999 in Helsinki geboren. Sie besuchte die Kallion lukio. Ihr Debüt gab sie 2019 in der Fernsehserie Hillo. 2022 spielte Kauhanen in dem Film Girls Girls Girls die Hauptrolle. Der Film war bei den Internationalen Filmfestspielen Berlin und dem Sundance Film Festival. Sommer 2022 spielte sie am Musical Dingo die Hauptrolle.

## Filmografie (Auswahl)
- 2019: Hillo (Fernsehserie, 10 Episoden)
- 2022: Girls Girls Girls (Film)